# Nortraship

Nortraships sjöfartsflagga för handelsflottan under andra världskriget. Flaggan användes endast på land, fartygen förde normal norsk handelsflagga.

Norwegian Shipping and Trade Mission (Nortraship), som på svenska betyder Norsk sjöfarts- och handelsmission, var en organisation som under Andra världskriget administrerade den stora norska handelsflottan utanför tyskkontrollerade områden. Nortraship bildades i april 1940 efter att den norska regeringen hade rekvirerat hela den norska handelsflottan som låg utanför tyskkontrollerat territorium. Nortraships flotta bestod av cirka 1 000 fartyg var världens största rederi och var avgörande för de allierades ansträngningar under andra världskriget. Nortraship kritiserades dock också av britterna för att vara för fokuserat på profit och för att bidra för lite till den allierade sidan.
Nortraship hade huvudkontor i London och New York, och var verksamt under, och efter andra världskriget. Nortraship spelade en avgörande roll för Norge och den norska exilregeringen som saknade andra medel att stödja de allierades kamp mot axelmakterna. De rekvirerade fartygen återlämnades efter att Norge befriats i maj 1945. Av Nortraships 30 000 sjömän dog omkring 3 000 och cirka 500 av Nortraships fartyg gick förlorade, totalt 1,9 miljoner bruttoregisterton i tonnage.
När kriget var över var Nortraships totala tillgångar cirka 4,5 miljarder norska kronor i 1945 års värde. Som jämförelse var statens totala utgifter för 1945-1946 långt över 2 miljarder norska kronor. De olika försäkringsuppgörelserna efter återlämnandet av fartyg var komplicerade och tog lång tid; slutbetänkandet för förlikningen lades fram för Stortinget först 1964. Slutvinsten efter förlikningen med redarna var 818 miljoner NOK- Pengarna tillhörde statskassan och användes för att täcka underskottet efter regeringens tid i exil i London – det så kallade Londonkontona. Under ett antal år efter kriget fanns det en inflamerad tvist om Nortraships sjömansfond – känd som Nortraships hemliga fond – och detta fick inte sin upplösning förrän 1972.
Under kalla kriget användes namnet Nortraship som beteckning för den norska regeringens beredskapsorganisation för handelsflottan, och efter terrorattacken i september 2001 har namnet åter använts, då det nya högsta organet som först kallades Norska sjöfartsmyndigheten döptes om till NORTRASHIP management.